# Luciana Genro
Luciana Krebs Genro (Santa María, 17 de enero de 1971) es una abogada y política brasileña. Desempeñó los cargos de diputada federal (2003-2011) y diputada estadual (1995-2002) por el estado de Río Grande do Sul. Actualmente es candidata a la Presidencia de Brasil por el Partido Socialismo y Libertad (PSOL).
Genro es conocida por apoyar a los movimientos sociales y organizaciones de trabajadores y jóvenes. Es hija de Tarso Genro, ex-ministro del gobierno de Lula y actual gobernador de Río Grande del Sur desde 2011. Además es nieta de Adelmo Simas Genro, miembro del antiguo PTB y expurgado por la dictadura militar de 1964 y sobrina del fallecido periodista Adelmo Genro Filho. 
Estuvo casada con Roberto Robaina, exdirigente nacional del PT y que milita actualmente en el PSOL, junto a Luciana. Desde 1994 se encuentra casada con el periodista Sergio Bueno.

## Carrera política

### Comienzos de su militancia
Luciana Genro comenzó su trayectoria política en 1985, a los 14 años, en el Colegio Julio de Castilhos de Porto Alegre, cuando se unió al movimiento estudiantil. Fue a partir de ese momento que pasó a tener contacto con las diferentes corrientes internas del Partido de los Trabajadores, organización en la cual su padre estaba afiliado. Si bien su convivencia política comenzó desde su casa, Luciana siempre tuvo importantes diferencias políticas con su padre Tarso, inclusive después de ingresar en las filas del PT. Fue también en el Colegio Julinho que Luciana conoció a Roberto Robaina, su compañero político de aquella época y con quien tuvo a su hijo, Fernando. Actualmente ambos están en el mismo partido, el Movimento Izquierda Socialista, tendencia interna del PSOL.

### Diputada Estadual de Río Grande del Sur
En 1994, Luciana Genro participó y ganó su primera elección para el cargo de diputada estadual en el estado de Río Grande del Sur. Fue elegida a los 23 años en un período de ascenso de la juventud, después del importante movimiento Fora Collor, surgido en Brasil. 
Su primer mandato estuvo marcado por las denuncias que realizó mostrando el esquema de corrupción dentro de la CORSAN, Compañía de Saneamiento del Estado. Las denuncias apuntaban a una compra sobrefacturada de caños por parte de la empresa e involucraban directamente a Berfran Rosado, presidente de la CORSAN en aquella época. Algunos años después, las denuncias fueron comprobadas.

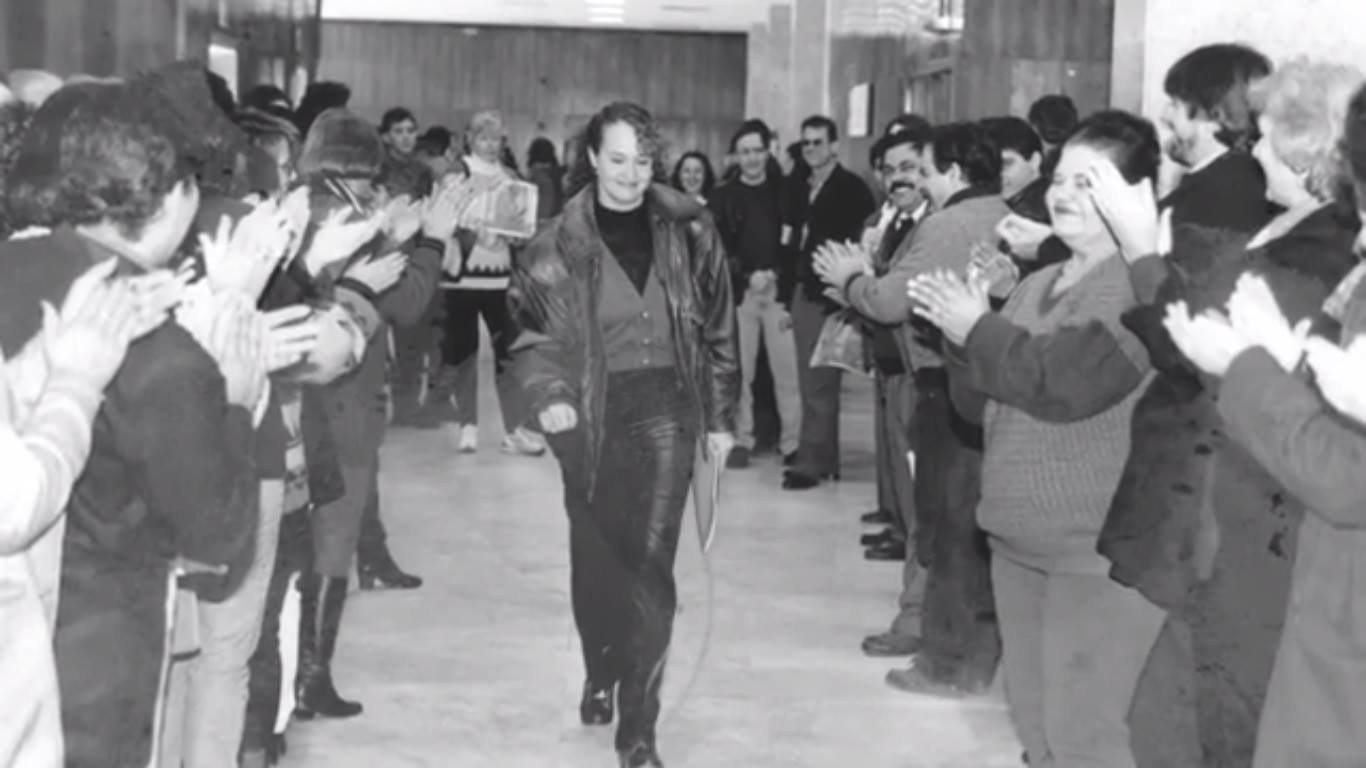
Luciana Genro en su primer mandato como Diputada Estadual

Durante el gobierno de Antônio Britto, una serie de proyectos de privatización fueron encaminados por la Asamblea Legislativa. En 1997, el gobernador había enviado al Palacio Farroupilha un proyecto que terminaba con la CRT (empresa de Telecomunicaciones). Hubo una ocupación de la Asamblea Legislativa por parte de sindicalistas y policías militares, que en aquella época se encontraban en huelga. Luciana fue una gran entusiasta de aquel movimiento y Robaina, su jefe de gabinete, fue el único condenado por aquella ocupación. La venta de la CRT se realizó durante la ocupación, ya que los diputados se reunieron en otro plenario y votaron el proyecto.
En 1999 fue electro por primera vez un gobierno del PT en Río Grande del Sur. Luciana fue reelegida en el cargo con el doble de los votos. En este período hubo una gran huelga de profesores. Genro acompañó a los huelguistas dentro de la Asamblea Legislativa reivindicando sus reclamos: el fin de la sobreposición de cargos en la carrera del magisterio. El gobierno Olívio, contrario a esa propuesta, orientó al partido a rechazar el proyecto. La bancada del PT se reunió y decidió por mayoría acatar la posición del gobierno y votar en contra del proyecto. Luciana se rebeló, votó a favor del fin de la superposición de niveles acompañando el pedido del Sindicato. Fue prohibida por un mes para hablar en nombre del partido y obligada a renunciar a la vicepresidencia de la Comisión de Educación, que ocupaba en representación del PT.

### Mandato como Diputada federal y rompimiento con el PT
En 2002, fue elegida diputada federal por el PT. Sin embargo, Luciana ya tenía grandes diferencias con la mayoría del Partido, en especial a partir de la publicación de la Carta al pueblo brasileño presentada en 2003. Esto seguido de la asignación de Henrique Meirelles a la presidencia del Banco Central y de la asignación de Sarney a la presidencia del Senado hicieron que Luciana y el ala "radical" del partido entraran en choque con el gobierno petista.
El punto máximo del enfrentamiento se produjo cuando el gobierno federal mandó una propuesta de Reforma de Bienestar y orientó a su bancada en la Cámara de Diputados a votar por la aprobación del proyecto. Por entender que el proyecto le quitaría los derechos de los funcionarios públicos para instituir el cobro de la contribución de los ya jubilados, Luciana Genro, Heloísa Helena, Babá y João Fontes votaron en contra del mismo y por eso fueron expulsados del PT en una reunión del Directorio Nacional.

### PSOL

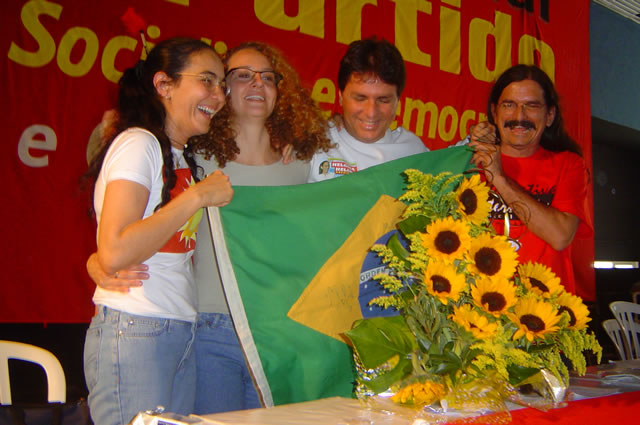
Babá, Heloísa Helena, Luciana Genro y João Fontes

Desde el momento que percibieron que irían a ser expulsados del PT, los cuatro diputados comenzaron un movimiento para crear un nuevo partido. La primera reunión de este movimiento tuvo lugar en Río de Janeiro, contando con la presencia de muchos intelectuales y varios activistas de los movimientos sindicales, estudiantiles y populares. Posteriormente, estuvieron en casi todas las capitales estaduales del país discutiendo la creación del nuevo partido. A final de 2004, se inició un proceso para la recolección de firmas, para ajustarse a una nueva ley que exigía que fueran juntadas medio millón de firmas para crear un nuevo partido. En septiembre de 2005 le fue entreagado el registro legal al PSOL.
En octubre de 2006, Luciana Genro fue reelegida como diputada federal por Río Grande del Sur, esta vez representando al PSOL. Consiguió 185.031 votos, siendo la diputada más votada en la capital Porto Alegre y la cuarta más votada en todo el estado.